# Чарльз Шіген
Чарльз Шіген (англ. Charles Sheehan; 11 вересня 1957) — ірландський дипломат. Надзвичайний і Повноважний посол Ірландії в Чехії та в Україні за сумісництвом.

## Життєпис
Народився 11 вересня 1957 року. У 1979 році закінчив Коледж університету Корк (B.C.L. 1979), Коледж університету Корк (Ll. B. 1982), Адвокатська палата в Дубліні (King's Inns) (B.L. 2002).
Вступив до ірландської дипломатичної служби в 1981 році.
У 1981—1985 рр. — третій секретар Міністерства закордонних справ Ірландії.
У 1985—1988 рр. — другий секретар Посольства Ірландії в Копенгагені.
У 1988—1990 рр. — співробітник відділу розвитку, Дублін.
У 1990—1991 рр. — Віце-консул Генерального консульства Ірландії в Нью-Йорку.
У 1991—1994 рр. — заступник начальника протоколу, Дублін.
У 1994—1998 рр. — політрук Посольства Ірландії в Римі.
У 1998—2002 рр. — співробітник Секції міжнародної політики безпеки, Дублін.
У 2002 році — виконувач обов'язків заступника юрисконсульта, Дублін.
У 2002—2006 рр. — генеральний консул Ірландії в Чикаго.
У 2006—2007 рр. — начальник фінансів Міністерства закордонних справ Ірландії, Дублін.
У 2007—2009 рр. — директор Національного форуму по Європі.
У 2009—2010 рр. — директор Секретаріату зв'язку з ЄС Міністерства закордонних справ Ірландії, Дублін.
У 2010—2014 рр. — посол Ірландії в Грецькій Республіці, за сумісництвом в Сербії та Албанії.
У 2014—2015 рр. — директор Відділу Європи Міністерство закордонних справ і торгівлі Ірландії, Дублін.
З 2015 року — посол Ірландії в Чехії та в Україні за сумісництвом.
Вручив вірчі грамоти Президенту Чехії Мілошу Земану 26 серпня 2015 року, та Президенту України Петру Порошенку 9 грудня 2015 року.